# Samsung Galaxy Trend 2 Lite
Samsung Galaxy Trend 2 Lite es un teléfono inteligente de gama baja lanzado por Samsung Electronics en julio de 2015. Como todos los demás teléfonos inteligentes Samsung Galaxy, se ejecuta en el sistema operativo móvil Android. Se lanzó casi al mismo tiempo que Samsung consolidó toda la gama Galaxy con los modelos de la serie A y J posteriores.

## Especificaciones

### Hardware
Samsung Galaxy Trend 2 Lite funciona con el sistema en un chip Spreadtrum SC8830 con un procesador de 32 bits  y 1.2 GHz y una GPU ARM Mali -400 MP. Tiene una pantalla táctil TFT LCD de 4 pulgadas. El teléfono tiene capacidades 3G+, aunque tiene ranura para tarjeta microSIM. Tiene una batería extraíble.

#### Cámara
El Galaxy Trend 2 Lite tiene una cámara de 3,2 megapíxeles con flash LED y sin cámara frontal. La cámara trasera tiene 4 modos de disparo. Puede grabar video de 480p a 24 fps.

#### Memoria y almacenamiento
El Galaxy Trend 2 Lite cuenta con 512 MB de RAM y 4 GB de almacenamiento interno. Admite tarjetas MicroSD extraíbles para expansión de almacenamiento de hasta 64 GB.

### Software
El dispositivo funciona con Android 4.4.4 KitKat con la interfaz de usuario TouchWiz Essence UX de Samsung.